# The Sinking of the Lusitania

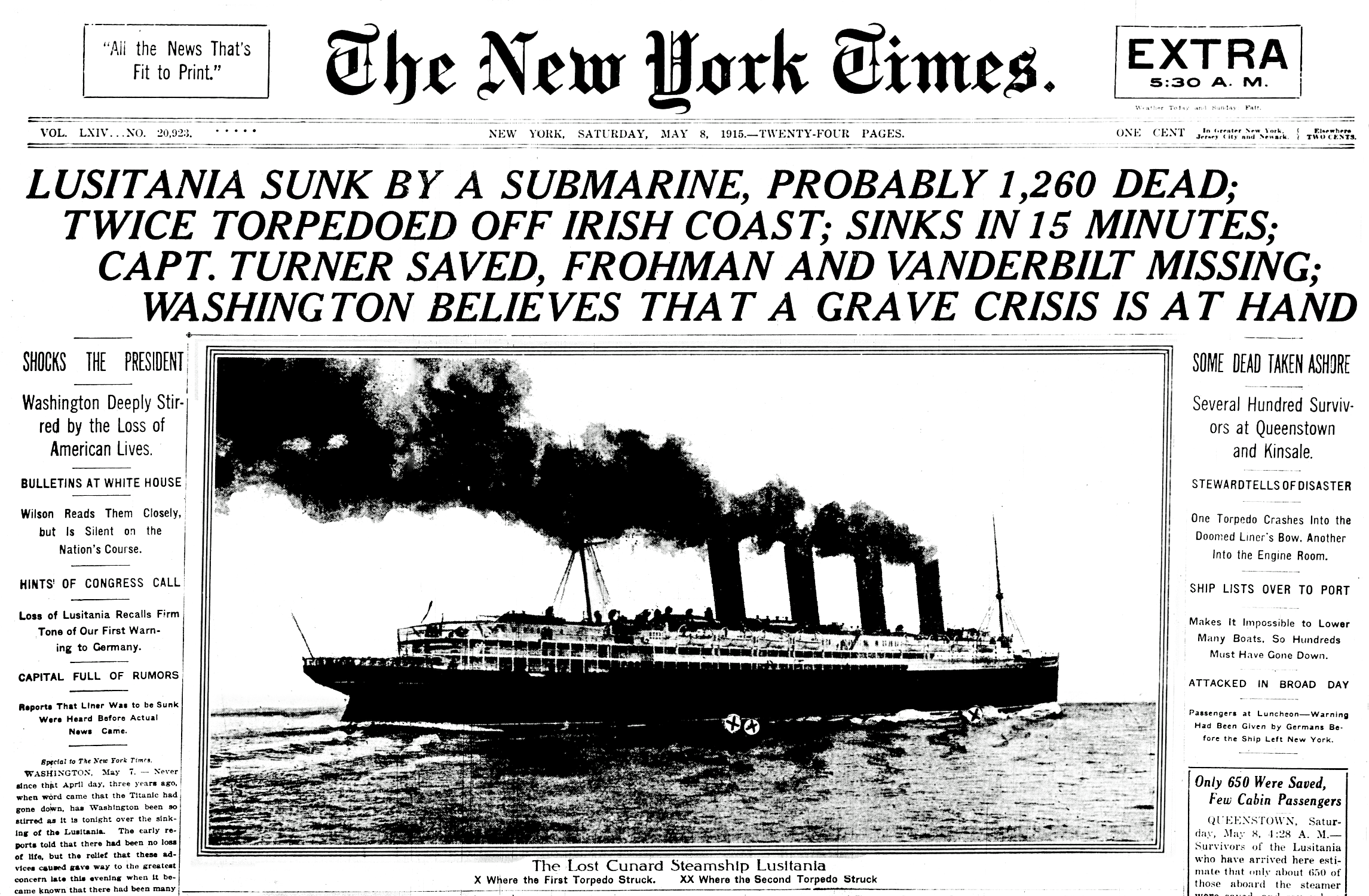
The New York Times, Titelseite vom 8. Mai 1915

The Sinking of the Lusitania, vollständiger Titel The Sinking of the ‚Lusitania‘, an amazing moving pen picture by Winsor McCay, (deutsch: Die Versenkung der Lusitania) ist ein US-amerikanischer Animations- und Propagandafilm des Karikaturisten und Comiczeichners Winsor McCay aus dem Jahr 1918.
Zum Zeitpunkt seiner Veröffentlichung galt The Sinking of the Lusitania mit zwölf Minuten Laufzeit als bislang längster Animationsfilm, was allerdings nur für die Vereinigten Staaten zutraf. Er ist der älteste erhaltene animierte Dokumentarfilm und wurde 2017 in das National Film Registry der Vereinigten Staaten aufgenommen.

### Anmerkungen

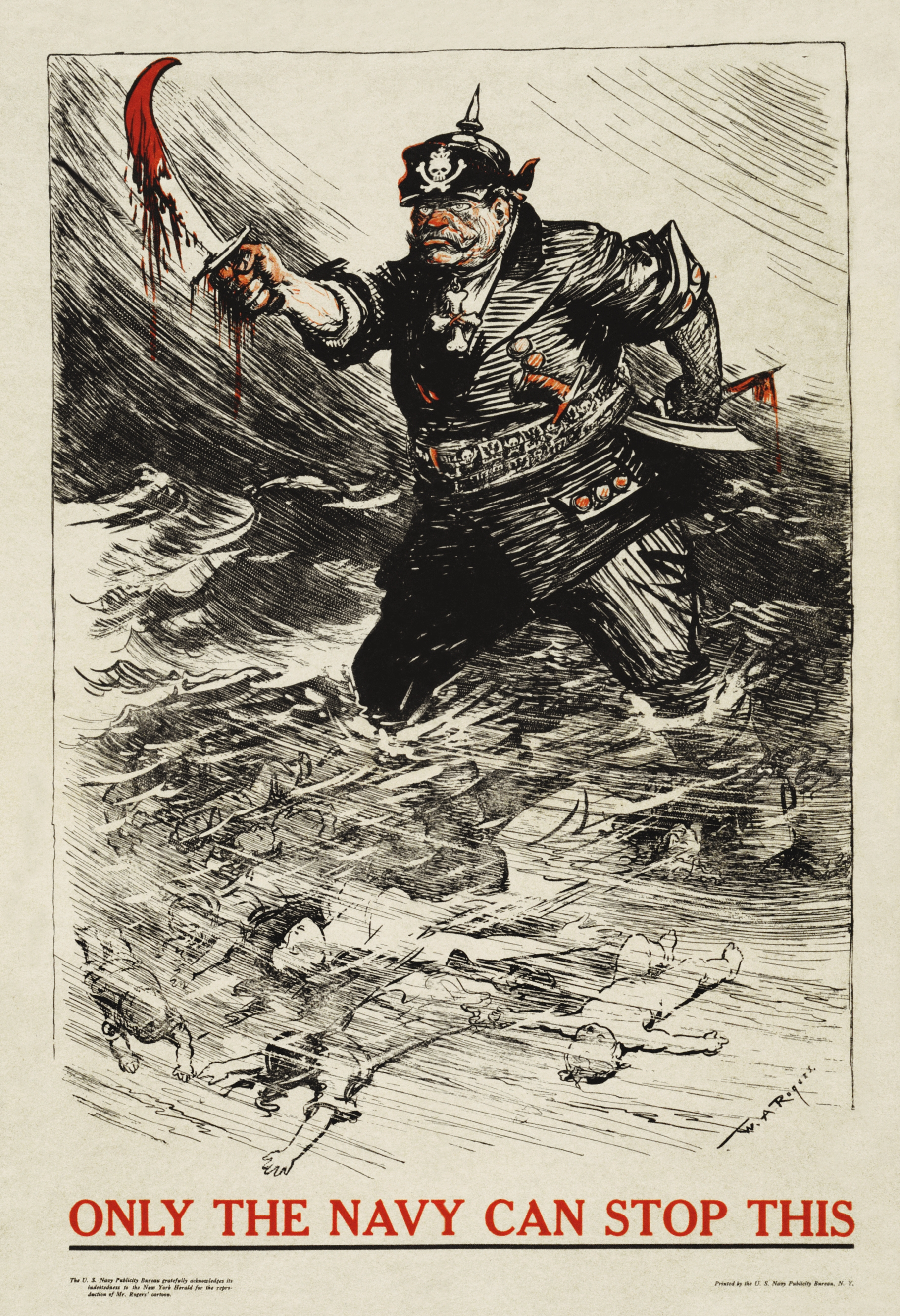
Kaiser Wilhelm II. als Hunne über den Leichen Ertrunkener, Plakat der U.S. Navy, 1917

## Hintergrund
The Sinking of the Lusitania thematisiert die Versenkung des Passagierschiffs Lusitania der britischen Cunard Line durch das U-Boot U 20 der deutschen kaiserlichen Marine. Die Versenkung der Lusitania forderte am 7. Mai 1915 unter den 1959 Menschen an Bord 1198 Todesopfer, davon 128 Bürger der neutralen Vereinigten Staaten.
Die internationale Debatte um die von Deutschland beanspruchte Rechtmäßigkeit der Versenkung der Lusitania wurde mit großem propagandistischem Aufwand geführt. In den Vereinigten Staaten kam die Frage hinzu, ob sie die Kriegsparteien unterstützen oder gar selbst in den Krieg eintreten sollten. Mit seinem Film wollte Winsor McCay für den Eintritt der USA in den Ersten Weltkrieg werben. McCays Arbeitgeber William Randolph Hearst war ein strikter Gegner des US-amerikanischen Kriegseintritts und forderte von McCay anti-britische und gegen den Kriegseintritt gerichtete Karikaturen. Daher arbeitete McCay an The Sinking of the Lusitania in seiner Freizeit und finanzierte den Film – wie seine früheren Filme auch – mit eigenem Geld.
Als Propagandafilm fügt sich The Sinking of the Lusitania in eine Reihe von Filmen und anderen Erzeugnissen ein, die eine ähnliche Zielsetzung verfolgten. Sie richteten sich primär gegen die Deutschen, die als barbarische Hunnen angesprochen wurden, und gegen die Person des Kaisers Wilhelm II. Die Versenkung der Lusitania und Anfang 1917 auch der Laconia wurden als die vorsätzliche Tötung von Zivilisten und als Beleg für die Unmenschlichkeit der Deutschen dargestellt. Entgegen häufigen Angaben in der Literatur war The Sinking of the Lusitania nicht der erste animierte Propagandafilm des Ersten Weltkriegs. Beispiele für frühere Filme sind The Peril of Prussianism von Leighton Budd, Me und Gott von L. M. Glackens und The Depth Bomb von E. Dean Parmelee, alle von 1918. Die Versenkung der Lusitania wurde in Realfilmen, wenn auch ohne den dokumentarischen Anspruch McKays, bereits früher dargestellt. In Her Redemption von 1916 und in Lest We Forget vom Januar 1918 spielte Rita Jolivet mit, die die Versenkung der Lusitania überlebt hatte.

Propaganda-Plakate mit Bezug auf die Lusitania
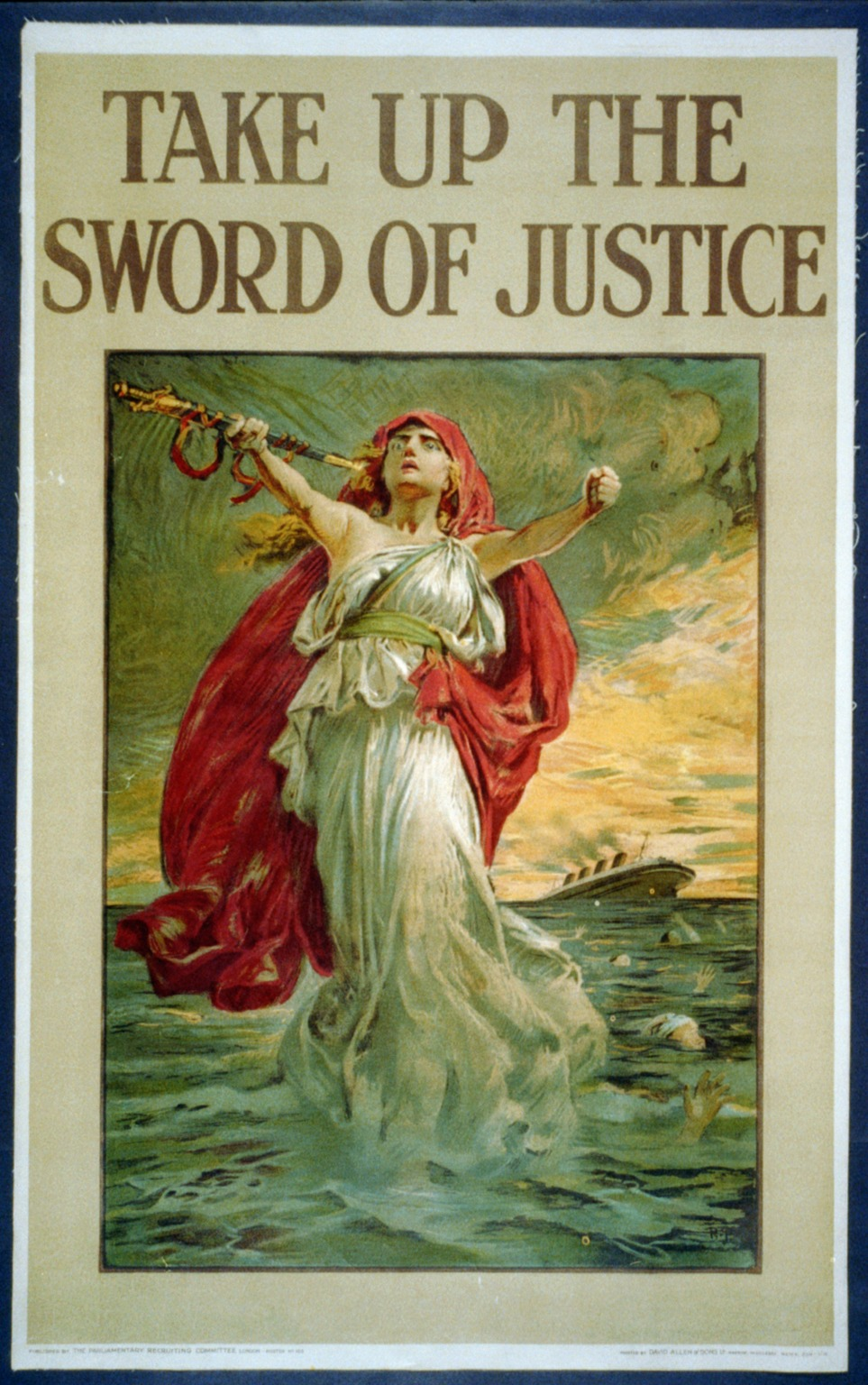
Aufruf zur Vergeltung, Vereinigtes Königreich 1915
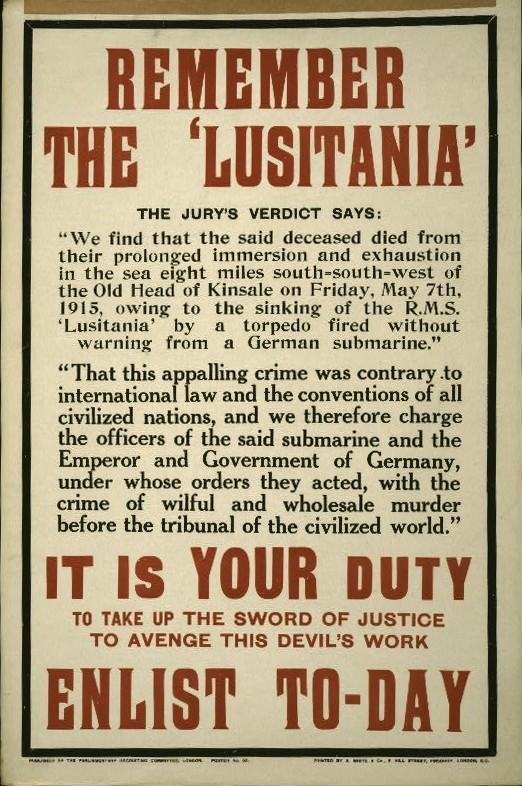
Werbung um Kriegsfreiwillige, Vereinigtes Königreich 1915
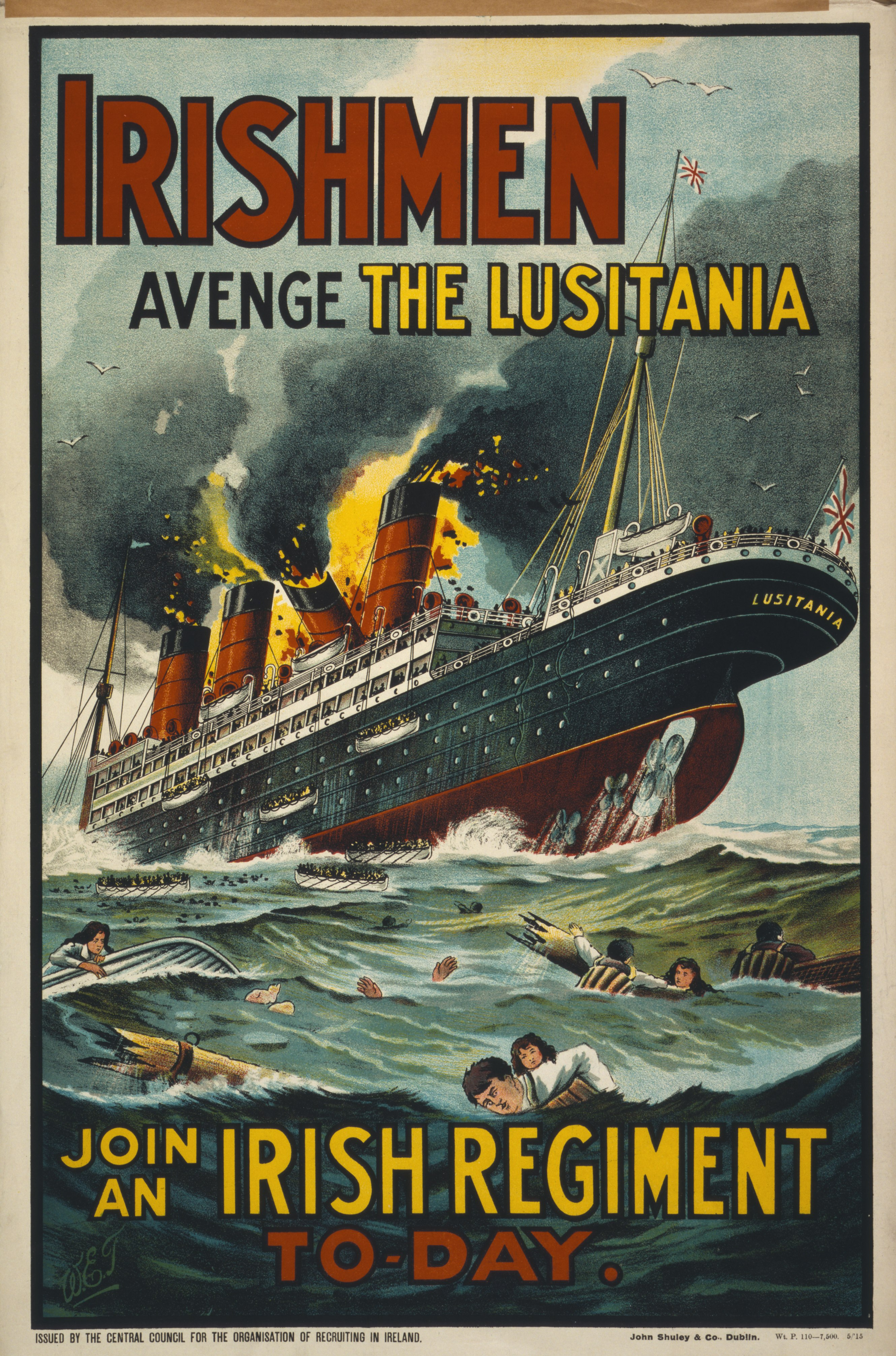
Werbung um Kriegsfreiwillige, Vereinigtes Königreich 1915
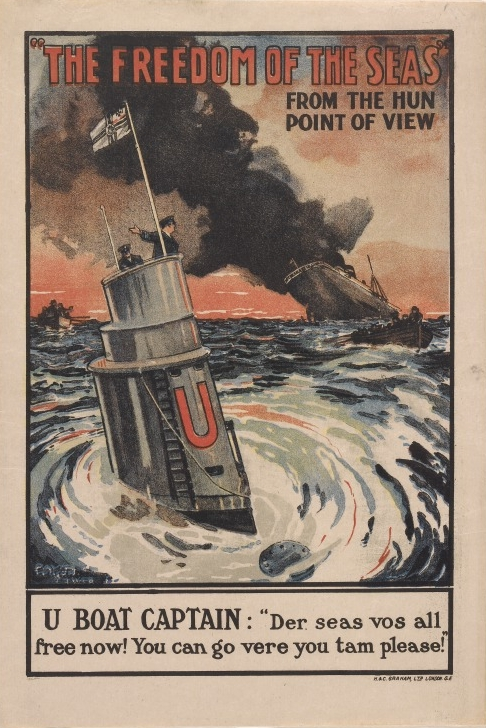
Anti-deutsches Propagandaplakat, Vereinigtes Königreich 1916
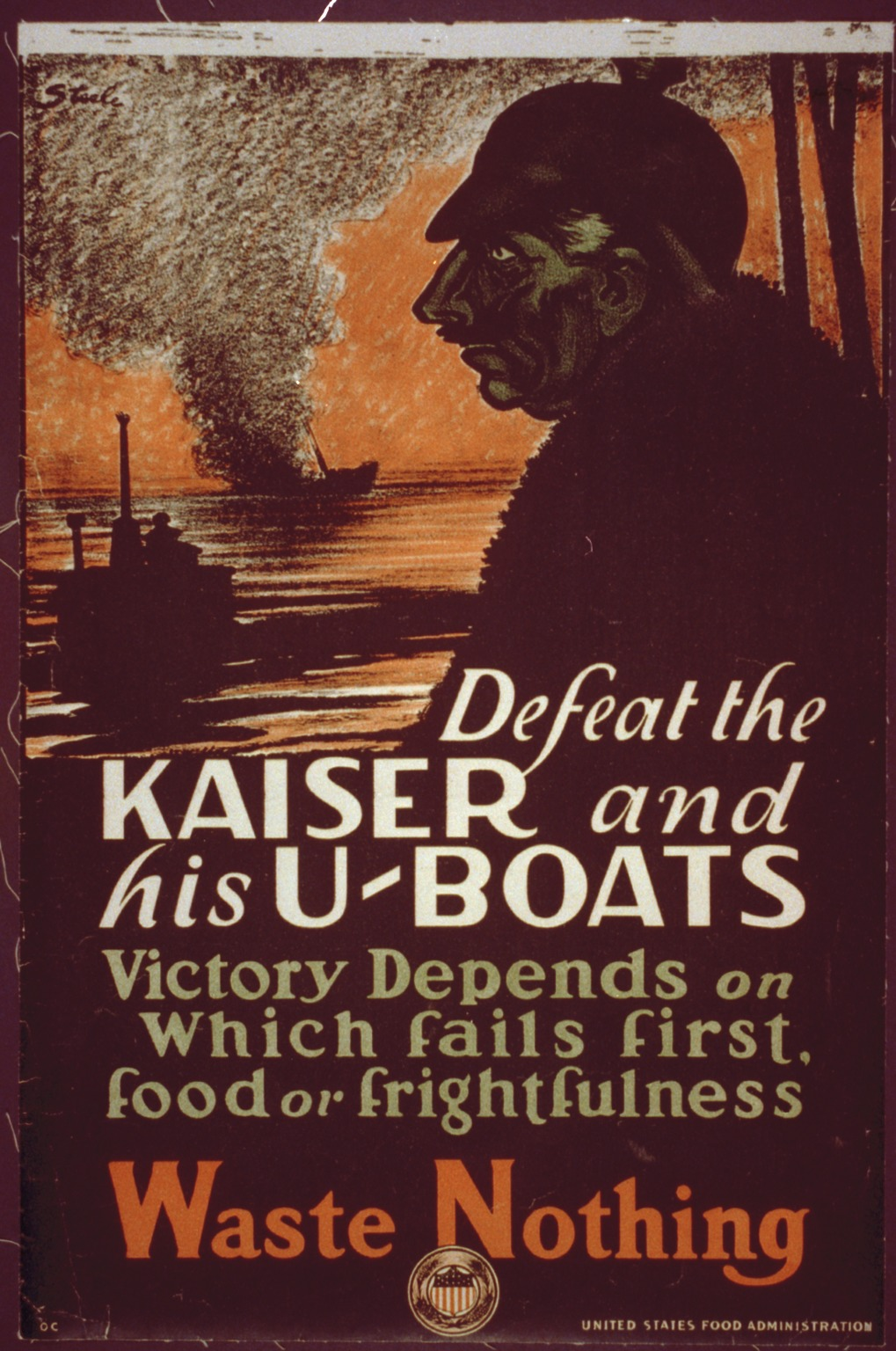
Aufruf zum Einsparen von Weizen, USA 1917
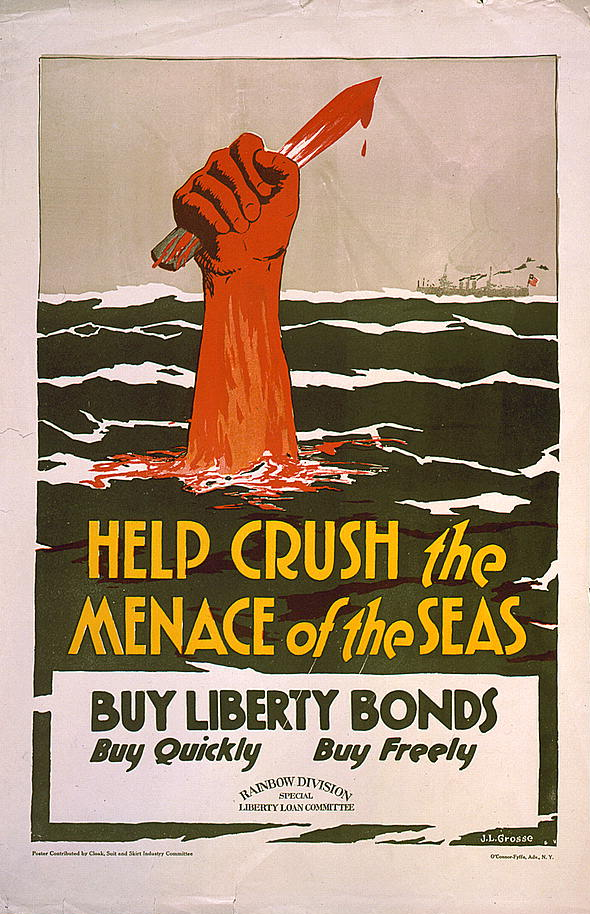
Werbung für Kriegsanleihen, USA 1918

## Handlung

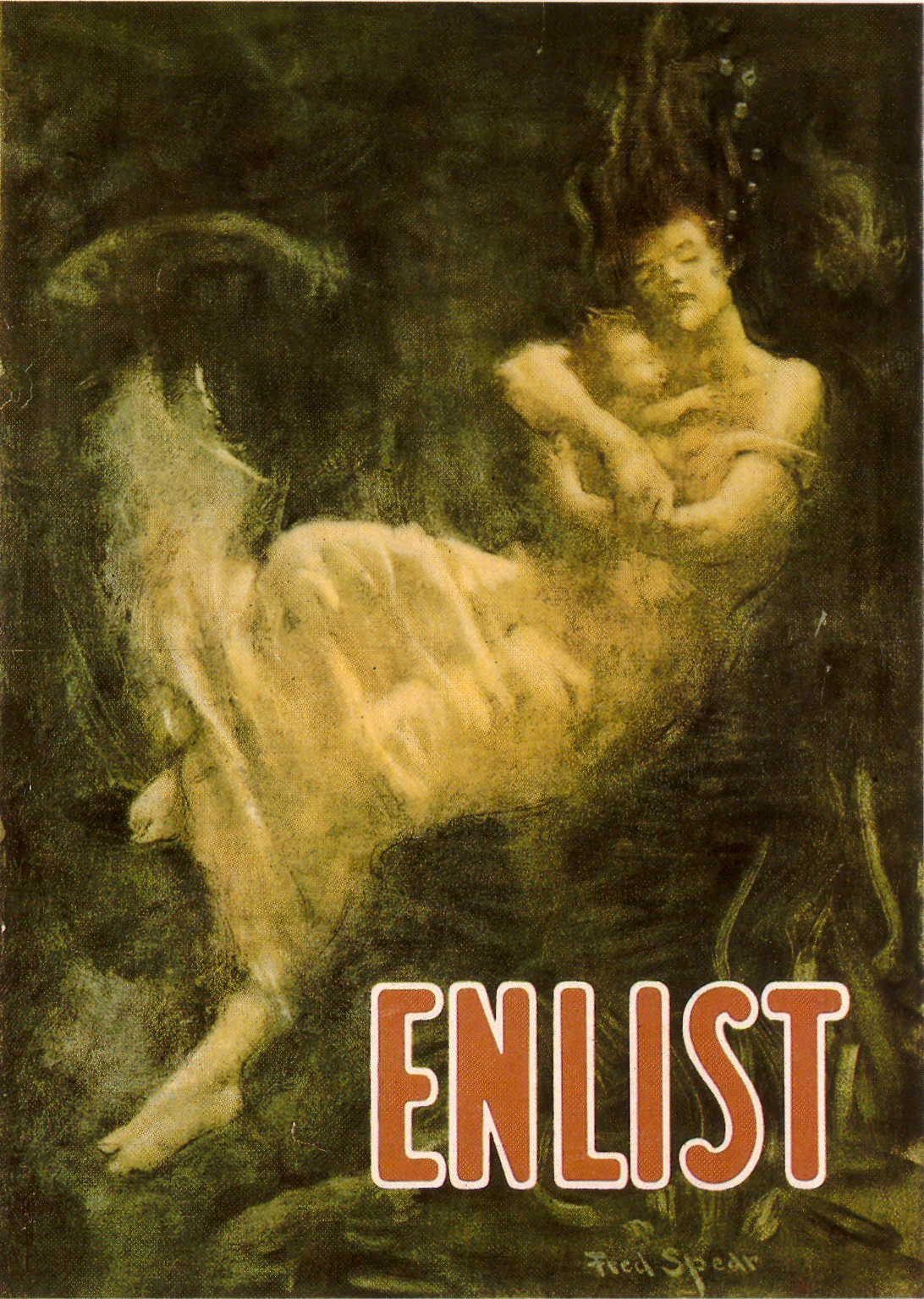
Werbung um Kriegsfreiwillige, Plakat von Fred Spears, USA 1915. Das Motiv der mit ihrem Baby ertrinkenden Frau wurde von McCay als letzte Szene aufgenommen

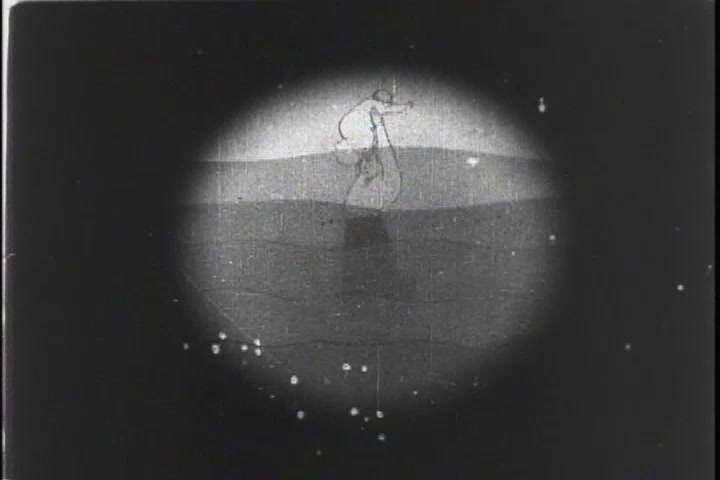
Schlussszene: die ertrinkende Mutter versucht ihr Kind zu retten

In einem Realfilm-Prolog wird der Zeichner und Regisseur Winsor McCay gezeigt, der auf einem Zwischentitel als „Erfinder des Animationsfilms“ bezeichnet wird und sich entschlossen hat, einen historischen Bericht über das Verbrechen zu zeichnen, das die Welt erschüttert hat. Von einem Mr. Beach lässt McCoy sich den Ablauf der Katastrophe an einem Bild der Lusitania erläutern. Ein Zwischentitel gibt die Zahl von 25.000 Zeichnungen für den Film an, die einzeln angefertigt und fotografiert werden mussten. Schließlich wird McCay mit einer Gruppe von Zeichnern gezeigt, die am „ersten Bericht über die Versenkung der Lusitania“ arbeiten. Der Prolog endet mit einer Darstellung des Wellengangs auf dem Meer, durch den sich das Periskop eines U-Boots bewegt, und einem Zwischentitel, der das nachfolgende Geschehen als ersten Bericht von der Versenkung der Lusitania bezeichnet.
Die Lusitania verlässt am 1. Mai 1915 den New Yorker Hafen mit dem Ziel Liverpool und passiert die Freiheitsstatue. Die in den New Yorker Zeitungen abgedruckten Warnungen der Deutschen Botschaft in Washington, D.C. werden nicht ernst genommen und die mehr als 2000 Passagiere (darunter mehr als 200 US-Amerikaner) fühlen sich an Bord sicher. Die Szene der Ausfahrt der Lusitania endet mit einem von rechts vor das Bild gezogenen Bühnenvorhang. Ein U-Boot, zunächst nur als knapp aus dem Wasser ragender Turm und dann als schwarze Silhouette mit Seeleuten auf dem Oberdeck dargestellt, fährt über das Meer.
Ein Zwischentitel erläutert, dass die Lusitania am Mittag des 7. Mai 1915 in Sichtweite der irischen Küste kommt. Zwei Stunden später wird sie bei einer Fahrt von 18 Knoten fast genau unterhalb der Kommandobrücke von dem ersten Torpedo des deutschen U-Boots U 39 getroffen. In der folgenden Animationssequenz taucht das U-Boot auf und auf seinem Oberdeck winken Mitglieder der Besatzung, dann laufen sie zum Turm, gehen unter Deck und das U-Boot taucht ab. Die Lusitania erscheint, und vor ihr das Periskop des U-Boots. Ein Torpedo läuft unter Wasser auf die Lusitania zu und detoniert an ihrer Bordwand, worauf das Schiff in Brand gerät.
Weitere Zwischentitel nennen die Zahl von 1150 Todesopfern, davon 114 Amerikaner. Unter ihnen befanden sich weltbekannte Persönlichkeiten wie der Philosoph und Schriftsteller Elbert Hubbard, der Schauspieler und Bühnenautor Charles Klein, der Unternehmer Alfred G. Vanderbilt und der Theaterdirektor und Produzent Charles Frohman, die jeweils auf einem eigenen Zwischentitel mit Porträtfoto gezeigt werden. Deutschland, so ein von der kaiserlichen Kriegsflagge hinterlegter Zwischentitel, einst eine große und starke Nation, habe ein heimtückisches Verbrechen begangen.
Die Lusitania lässt ihre Rettungsboote zu Wasser, als ein zweiter Torpedo im Maschinenraum einschlägt und dem Schiff „den Todesstoß versetzt“. Rettungsboote stürzen beim Ablassen ab und die Lusitania bekommt rasch Schlagseite, dann versinkt sie langsam über den Bug im Meer, zuletzt verschwindet die Red Ensign am Heck in den Wellen. Zahlreiche verzweifelte Passagiere stürzen sich über die Reling ins Wasser, darunter eine Frau, die im Meer versinkt und bis zuletzt versucht ihr Baby über Wasser zu halten. Nachdem die Lusitania versunken ist, treibt zwischen den Rettungsbooten eine Vielzahl von Menschen im Meer.
Ein letzter Zwischentitel lautet: The man who fired the shot was decorated for it by the Kaiser! AND YET THEY TELL US NOT TO HATE THE HUN (deutsch: Der Mann der den Torpedo abfeuerte wurde dafür vom Kaiser ausgezeichnet! UND DOCH SAGEN SIE UNS, DASS WIR DEN HUNNEN NICHT HASSEN SOLLEN).

Szenen aus The Sinking of the Lusitania
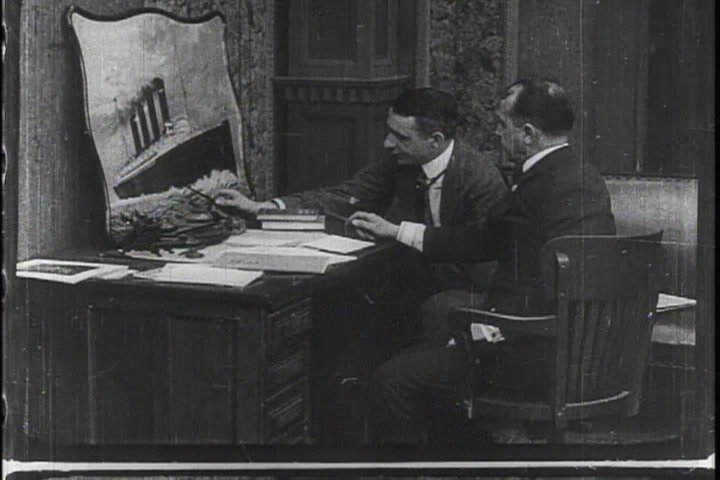
Winsor McCay (links) und August F. Beach vor einem Gemälde der Lusitania
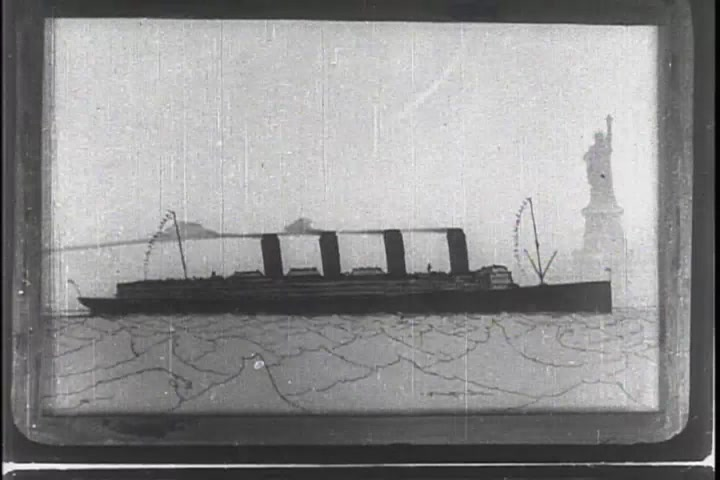
Die Lusitania läuft aus
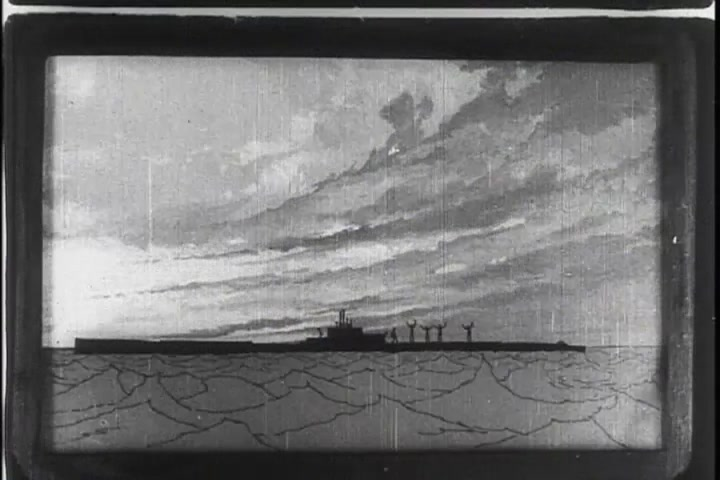
Das U-Boot mit seiner Mannschaft
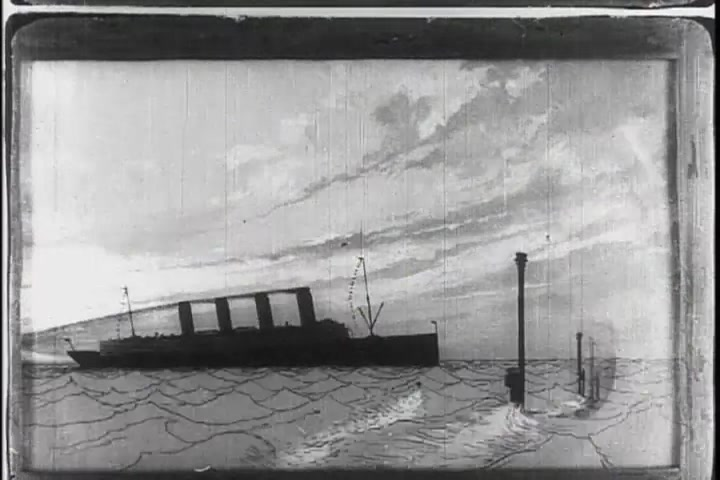
Annäherung an die Lusitania
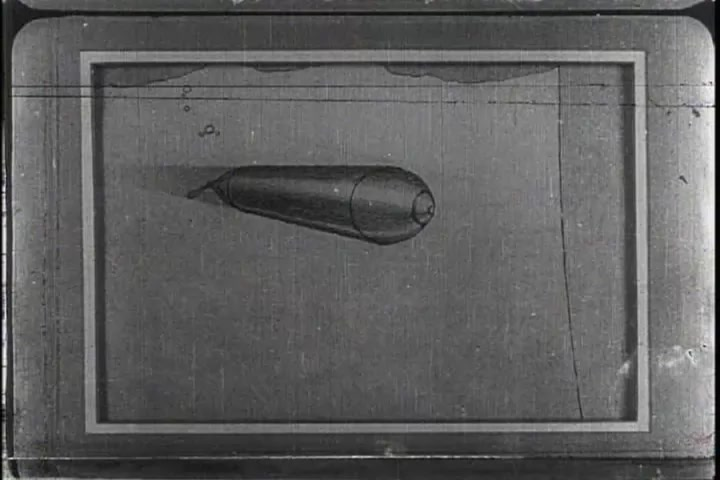
Der Torpedo auf dem Weg zum Ziel
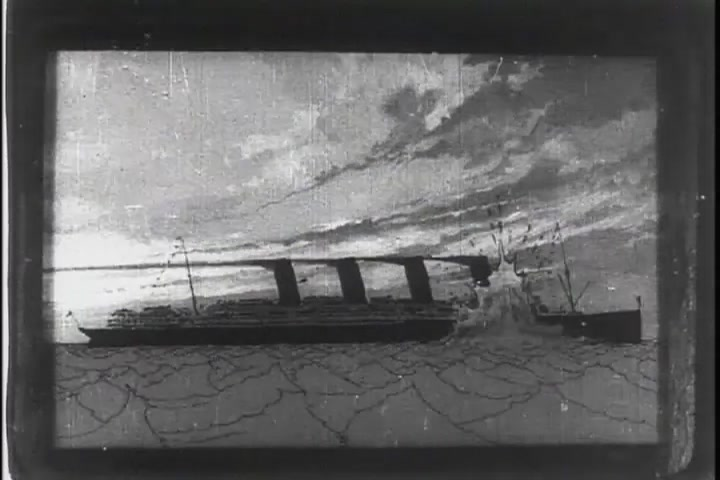
Die erste Explosion erschüttert die Lusitania

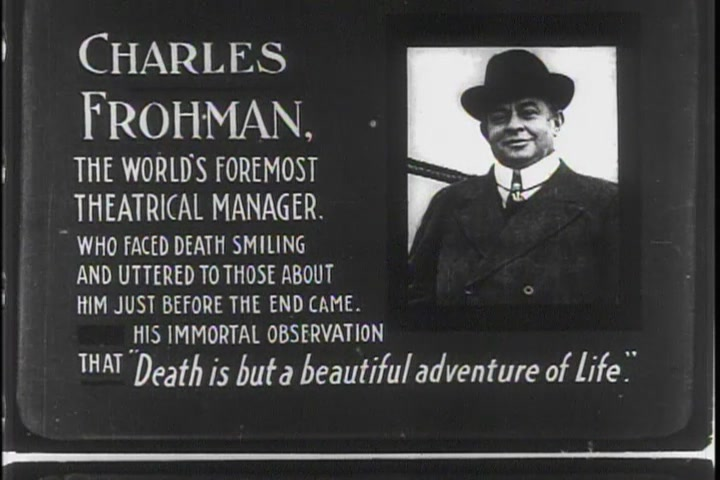
Charles Frohman, einer der Toten
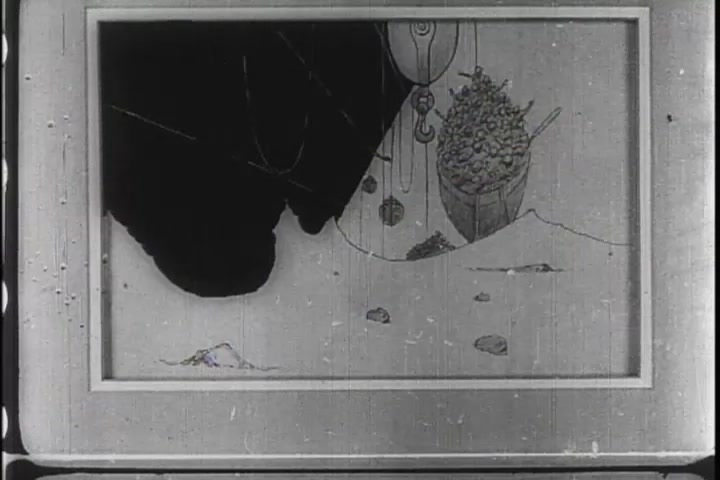
Ein Rettungsboot stürzt ab
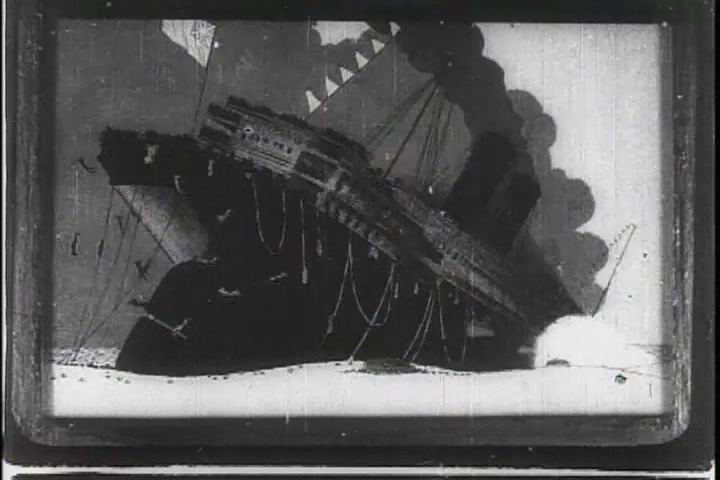
Die Lusitania versinkt
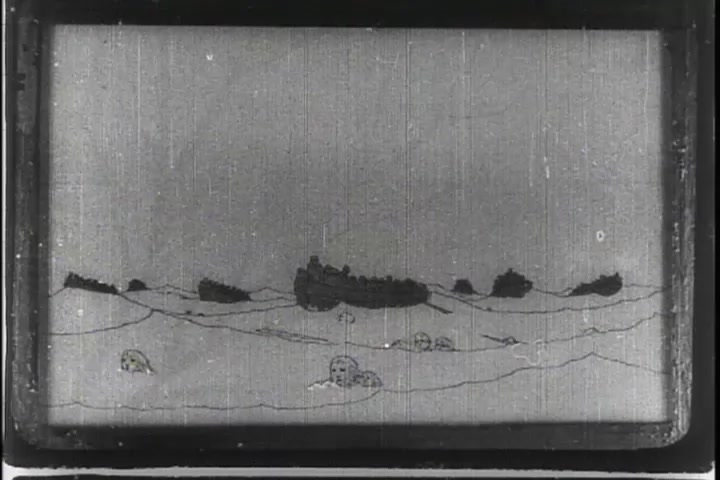
Ertrinkende zwischen den Rettungsbooten
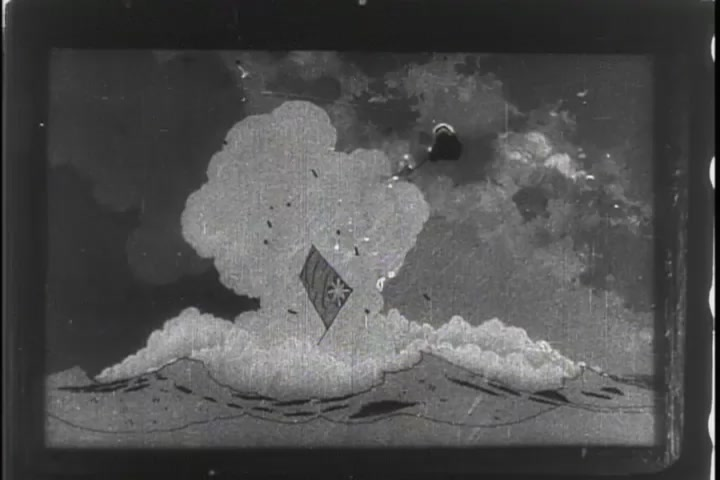
Die Red Ensign versinkt zuletzt im Meer
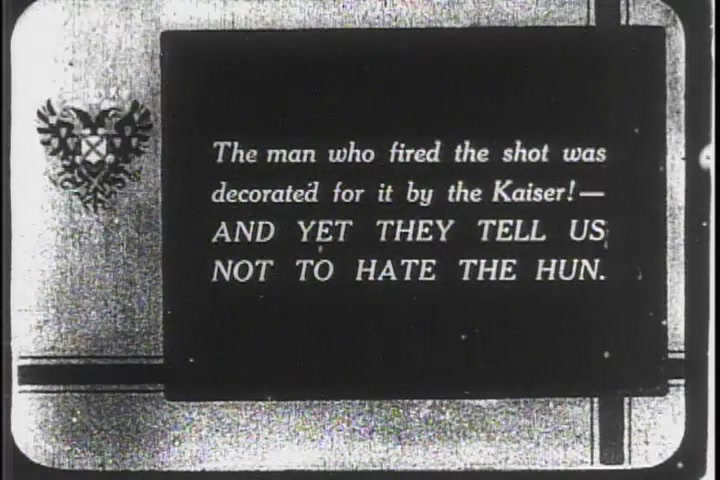
Schlusstitel

## Produktionsnotizen

Dream of the Rarebit Fiend vom 27. September 1907

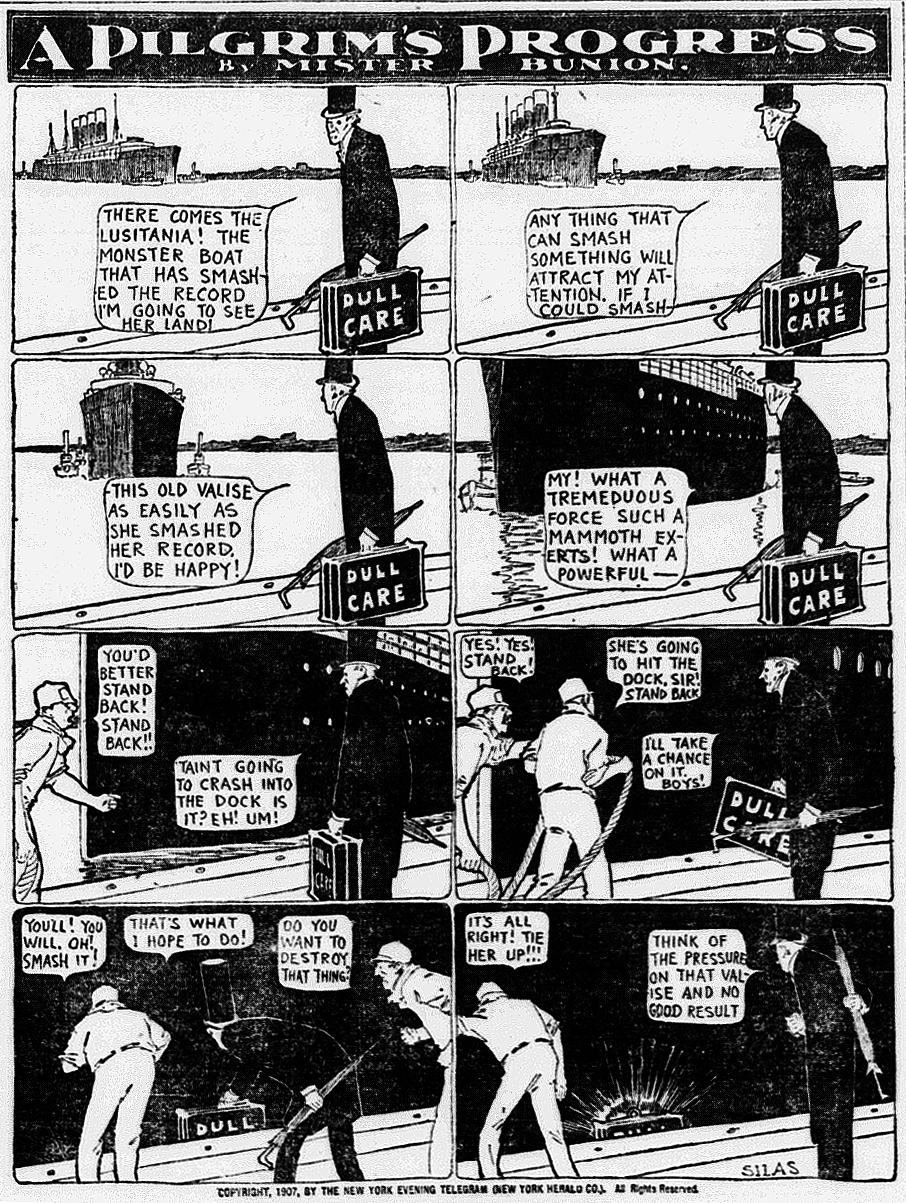
A Pilgrim’s Progress by Mister Bunion vom 15. Oktober 1907 mit der Lusitania

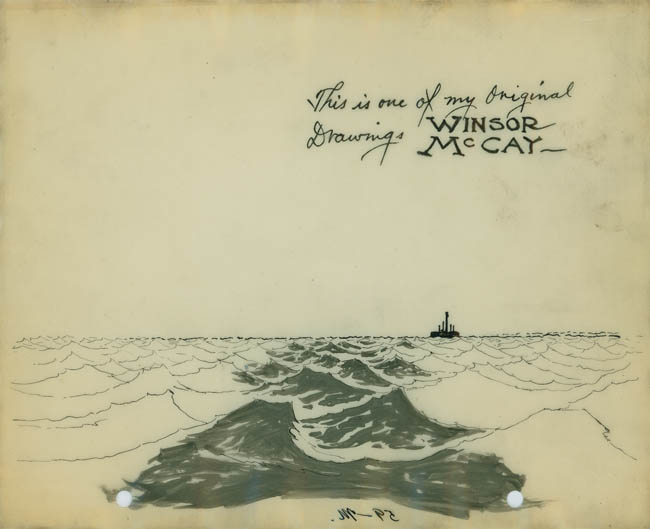
Cel: der Schatten von U 20 nähert sich der Lusitania

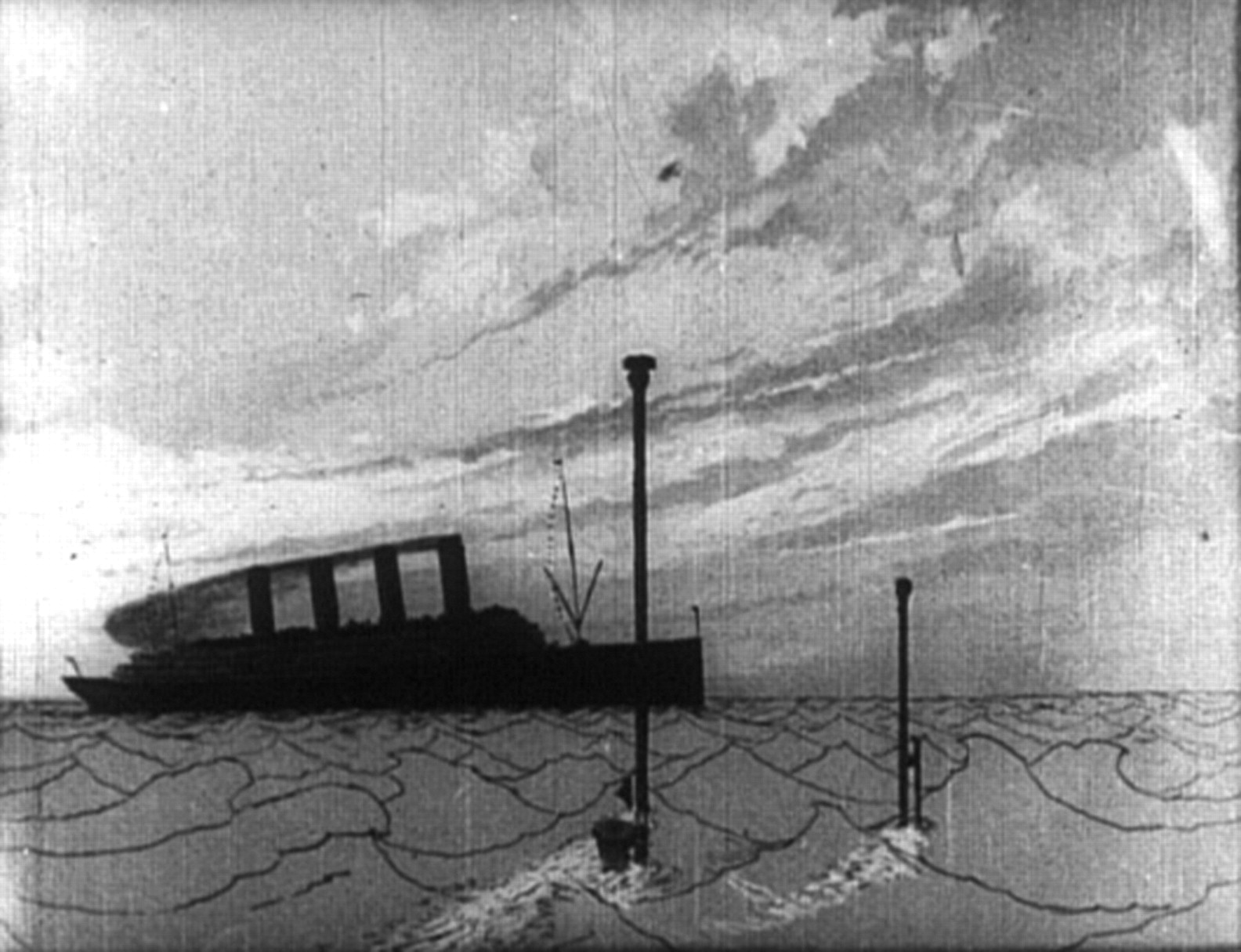
Cel: Das Periskop des U-Boots vor der Lusitania

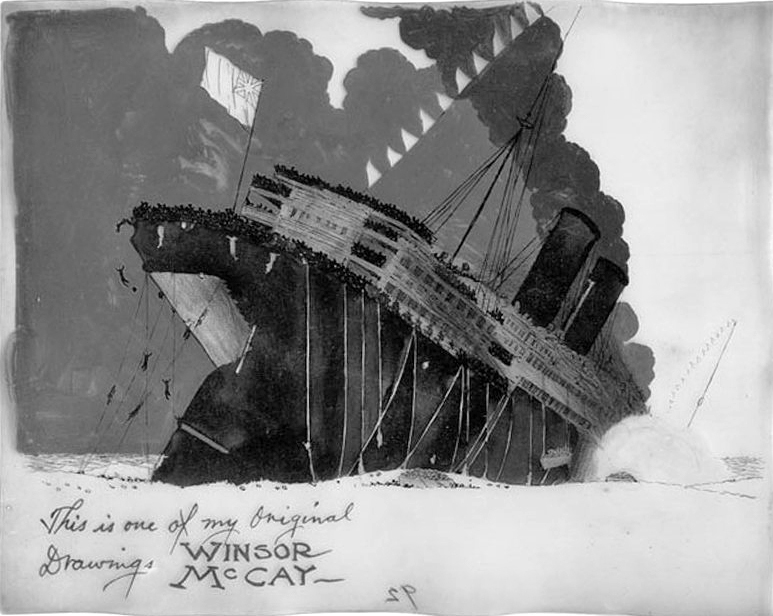
Cel: Die sinkende Lusitania

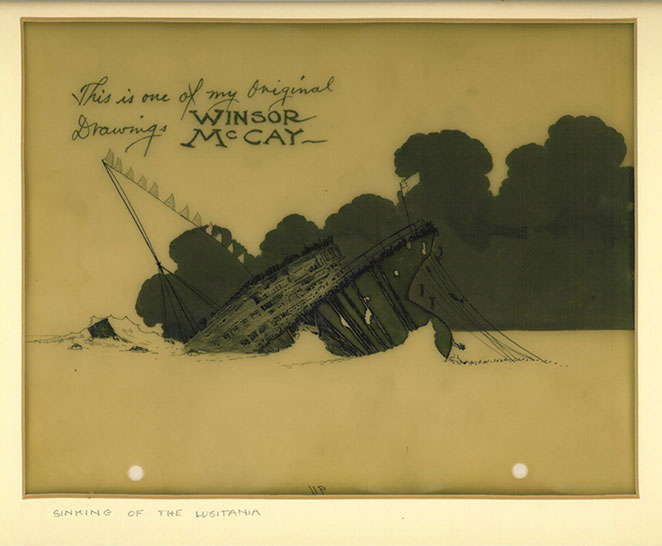
Cel: Die sinkende Lusitania, am Unterrand die Löcher zum Ausrichten der Cels

Die RMS Lusitania war 1907 für zwei Monate das größte Passagierschiff der Welt, dann wurde sie von ihrem Schwesterschiff Mauretania abgelöst. Winsor McCay war von der Lusitania begeistert und machte das Schiff zum Teil der Handlung in der am 27. September 1907 erschienenen Episode seines Comic-Strips Dream of the Rarebit Fiend. Wenig später, am 15. Oktober 1907, nannte die Hauptfigur Mr. Bunion des Comic-Strips A Pilgrim’s Progress by Mister Bunion die Lusitania „das Monster-Schiff, das den Rekord gebrochen hat“. Gerade für Mr. Bunion nutzte McCay gerne Möglichkeiten, seine Figur mit realen Ereignissen zu verknüpfen und sie so dem Leser näherzubringen. Hier war die wenige Wochen zurückliegende Jungfernfahrt der Lusitania ein solcher Anlass.
McCay hatte seine früheren Erfolge Little Nemo (1911), How a Mosquito Operates (1912) und Gertie the Dinosaur (1914) aufwändig auf Reispapier gezeichnet. Mit The Sinking of the Lusitania wandte McCay erstmals die wesentlich effektivere Methode des Arbeitens mit Cels an. Dadurch konnte für Elemente wie Hintergründe oder das Meer, die während des Films immer wieder in unveränderter Gestalt auftauchten, eine begrenzte Zahl von Vorlagen gezeichnet werden, während zuvor eine große Zahl kompletter Zeichnungen angefertigt wurde. Im Vergleich zu späteren Cels hatten die von McCay und seinen Mitarbeitern verwendeten sehr starkes Material und neigten dazu, sich zu wellen. Daher entwickelte Fitzsimmons eine Methode, die das passgenaue Übereinanderlegen und Fotografieren erleichterte. Die Cels erhielten Lochungen am unteren Rand, mit deren Hilfe die Elemente eines Bildes passgenau übereinander in einen Ringbinder eingespannt wurden. Dessen Deckel hatte eine Öffnung, durch die das Gesamtbild fotografiert wurde.
Das Arbeiten mit Cels war nicht nur eine Innovation, die die Herstellung von Animationsfilmen rationeller ablaufen ließ, sondern beeinflusste die Filmqualität deutlich. Bei zunehmender Anzahl der übereinander gelegten Cels wirkte der Film leblos, im Unterschied zu McCays früheren Arbeiten auf Reispapier. Die immer gleichen Sequenzen der Hintergründe erschienen monoton. Die Werbung des Verleihs hob hingegen die im Vergleich zu früheren Animationsfilmen weitgehend flimmerfreie Darstellung hervor.
Während die Arbeiten zu The Sinking of the Lusitania hatte William Randolph Hearst im Dezember 1916 seine International Film Service gegründet, die Animationsfilme produzieren sollte. Auf einer veröffentlichten Liste der Zeichner tauchte auch Winsor McCay auf, tatsächlich hat er jedoch nie für die IFS gearbeitet. Allerdings erzwang Hearst im Februar 1917 eine Vertragsänderung, mit der McCay zwar ein deutlich erhöhtes Gehalt zugesprochen, ihm aber auch jede Nebentätigkeit untersagt wurde. Die öffentliche Vorführung seiner Animationsfilme war für McCay ein wesentlicher Aspekt seiner Arbeit, aus dem er kreative Energie schöpfte. Ein zweites kreatives Standbein waren seine Comic-Strips, die er teilweise unter Pseudonym veröffentlichte. Hearst verlangte für seine Zeitungen weder das Eine noch das Andere, sondern politische Karikaturen, die seiner Überzeugung entsprachen.
Die Arbeiten begannen 1916 und dauerten 22 Monate. Während McCay tagsüber als Cartoonist für Zeitungen arbeitete, widmete er sich an den Abenden der Arbeit an The Sinking of the Lusitania. Von seinen Mitarbeitern sind zwei namentlich fassbar, sein Nachbar John Fitzsimmons, der auch an Gertie the Dinosaur mitgearbeitet hatte, zeichnete sechzehn Bilder der Wellen für den Hintergrund, die einen fortwährend wiederholten Zyklus bildeten. Der Cartoonist William Apthorp „Ap“ Adams aus Cincinnati war McCays wichtigster Mitarbeiter bei mehreren Filmen. Für The Sinking of the Lusitania brachte er die Cels in die richtige Reihenfolge für die Aufnahmen, die bei den Vitagraph Studios erfolgten.
In den Vereinigten Staaten wurde der Film am 19. Juli 1918 beim Copyright Office angemeldet und am folgenden Tag erstmals aufgeführt. Das Ziel McCays, mit seinem Film den Kriegseintritt der USA zu unterstützen, war dadurch verfehlt, dass der Kriegseintritt bereits im Vorjahr erfolgt war. In Großbritannien wurde The Sinking of the Lusitania im Mai 1919 erstmals aufgeführt.
Der Film ist ein One-Reeler auf 35-mm-Film mit einer Länge von 900 Fuß. Die von McCay angegebenen 25.000 Einzelbilder wurden angezweifelt, bei einer Bildfrequenz von 18 Bildern pro Sekunde wäre der Film 26 Minuten lang. Eine plausible Erklärung besteht darin, dass sich die Angabe von 25.000 Bildern auf Cels bezog, von denen mehrere übereinander gelegt ein Einzelbild des Films ergeben.
Mit The Sinking of the Lusitania konnte Winsor McCay nicht an seine früheren Erfolge anknüpfen. Der Film erbrachte nach mehreren Jahren in den Kinos nur 80.000 US-Dollar, das sind bei den angegebenen 25.000 Bildern 3,20 US-Dollar pro Bild. McCay produzierte in den folgenden Jahren noch mindestens sechs Animationsfilme. Drei dieser Filme (The Centaurs, Flip’s Circus und Gertie on Tour) sind nur in Fragmenten erhalten, drei weitere sind Animationen seiner erfolgreichen Comic-Strip-Reihe Dream of the Rarebit Fiend.
Von Gertie the Dinausaur sind mehr als 300 Cels erhalten. Die wenigen überlieferten Cels von The Sinking of the Lusitania, meist mit der Unterschrift von Winsor McCay, sind die einzigen weiteren existierenden Cels seiner Filme und erzielen auf dem Sammlermarkt hohe Preise.

## Kritik
Von The Sinking of the Lusitania sind keine zeitgenössischen Kritiken oder Publikumsreaktionen überliefert. Der Film wurde jedoch von den Universal Studios in ihrer Branchenzeitschrift The Moving Picture Weekly, anderen Zeitschriften und auf Plakaten aggressiv beworben. Der Film wurde von Universal in ihrer Premium-Linie Jewel Pictures vermarktet, was seinen hohen Stellenwert für das Unternehmen deutlich macht. Die Werbung hob hervor, dass Jewel Pictures für die weltweiten Aufführungsrechte von The Sinking of the Lusitania den höchsten jemals für einen One-Reeler gezahlten Preis aufgebracht habe. Der Film sei aus drei Gründen bemerkenswert: als der erste Animationsfilm mit ernstem Inhalt, er berichte ohne jede Beschönigung über das Verbrechen, das die Welt erschütterte, und er sei der erste von Jewel erworbene Kurzfilm, würdig gemeinsam mit Jewels’ patriotischen Filmen The Kaiser, the Beast of Berlin und The Man Without a Country genannt zu werden.
Der Film galt als technisch herausragende Arbeit, war aber dennoch ohne größeren Einfluss auf die nach ihm produzierten Animationsfilme. Als einen Grund nannte sein Biograf John Canemaker, dass McCays Fähigkeiten jenseits dessen lagen, was von den zeitgenössischen Zeichnern zu leisten war. Erst die großen Filme von Walt Disney in den 1930er Jahren konnten The Sinking of the Lusitania in technischer Hinsicht übertreffen. Darüber hinaus waren dokumentarische Animationen meist nur untergeordnete Komponenten von Realfilmen, und reine Animationsfilme fast immer Komödien.
Wie in seinem früheren Animationsfilm Gertie the Dinosaur, in dem McCay den gezeichneten Dinosaurier mit Realfilmszenen seiner selbst kombiniert, nutzt er in The Sinking of the Lusitania seine Präsenz in der Einleitung zur Beeinflussung der Zuschauer. Sein auf einem Zwischentitel erhobener Anspruch, der Film sei die erste Dokumentation der Versenkung der Lusitania, lässt sich in Ermangelung jeglichen fotografischen Materials nicht verwirklichen. Doch sein einleitender Auftritt, mit einem Zeitzeugen und dem Bild der Lusitania, gab seinen folgenden Zeichnungen in den Augen der zeitgenössischen Betrachter eine Authentizität, die der von Fotografien und Realfilmen gleichkam.
Der Filmhistoriker Paul Wells bezeichnete es als bedeutenden Augenblick in der Geschichte des Animationsfilms, wie The Sinking of the Lusitania annähernd dokumentarische Elemente mit einer ausgeprägt propagandistischen Zielsetzung verbinde. In dieser außergewöhnlichen Kombination folge der Film der Widersprüchlichkeit des modernen Zeitalters und er mache den Trickfilm zu einem Medium des Modernismus.
Wells’ Kollege James Latham sieht The Sinking of the Lusitania wegen seiner hybriden Form als für seine Zeit einzigartig an. Wie McCays Biograf John Canemaker sieht Latham den Unterschied zu den meisten Dokumentarfilmen darin, dass er ein Animationsfilm ist. Im Gegensatz zu den meisten Animationsfilmen ist er keine Komödie. Darüber hinaus ist The Sinking of the Lusitania als einer der ersten Filme bemerkenswert, die die neue Technik der Cels in der Herstellung verwendeten. Obwohl The Sinking of the Lusitania keine zeitgenössischen Kritiken erhielt hält Latham ihn für einen von McCays bedeutendsten Filmen.
The Sinking of the Lusitania wurde in der Werbung als längster Animationsfilm seiner Zeit bezeichnet. Diese Aussage wurde auch in die filmhistorische Literatur übernommen. Tatsächlich war der am 9. November 1917 in die argentinischen Kinos gebrachte Animationsfilm El Apóstol des Regisseurs Quirino Cristiani mit 70 Minuten Laufzeit deutlich länger. 2017 wurde The Sinking of the Lusitania in das National Film Registry der Vereinigten Staaten aufgenommen.

Anzeigenwerbung für The Sinking of the Lusitania
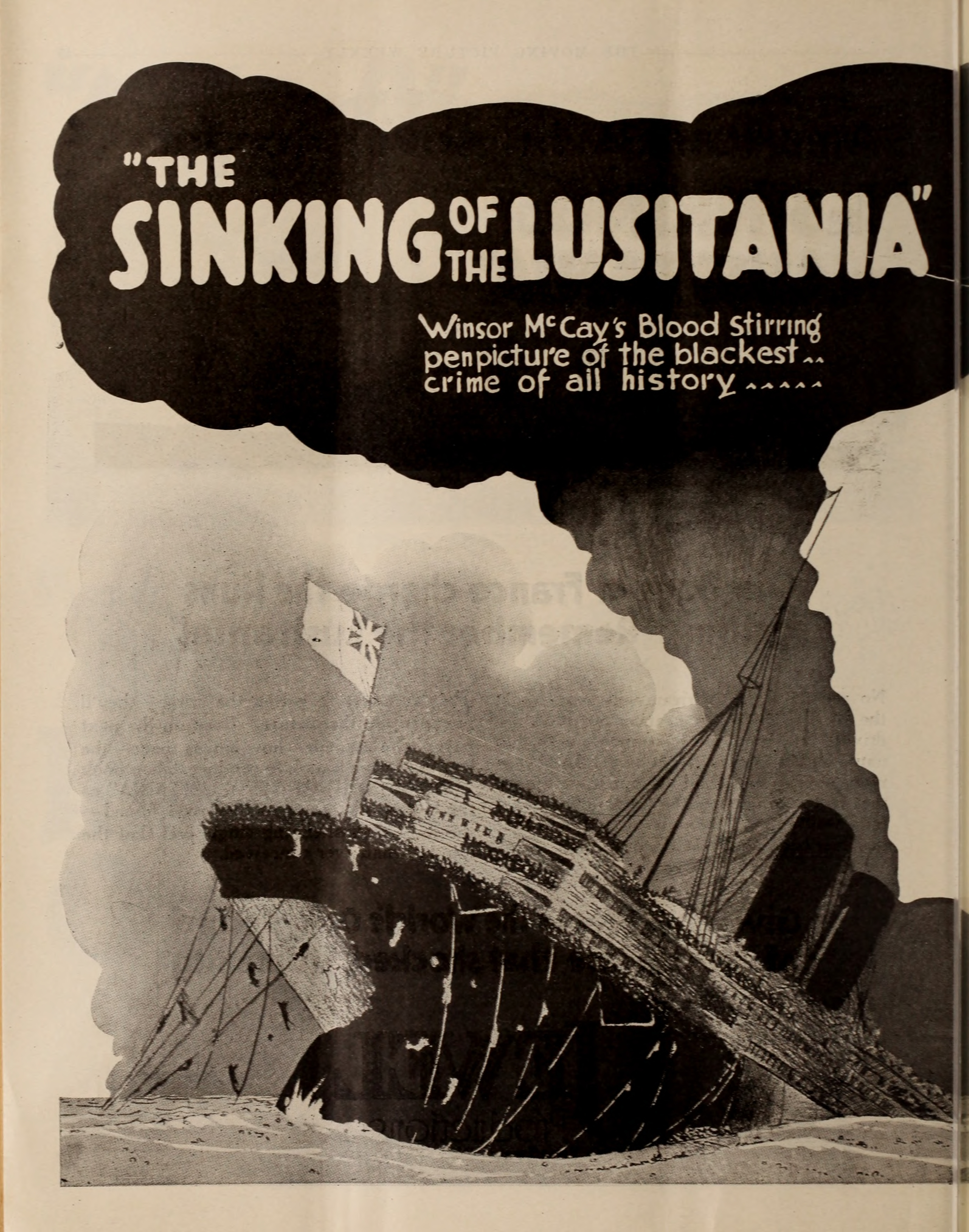
The Moving Picture Weekly, 20. Juli 1918
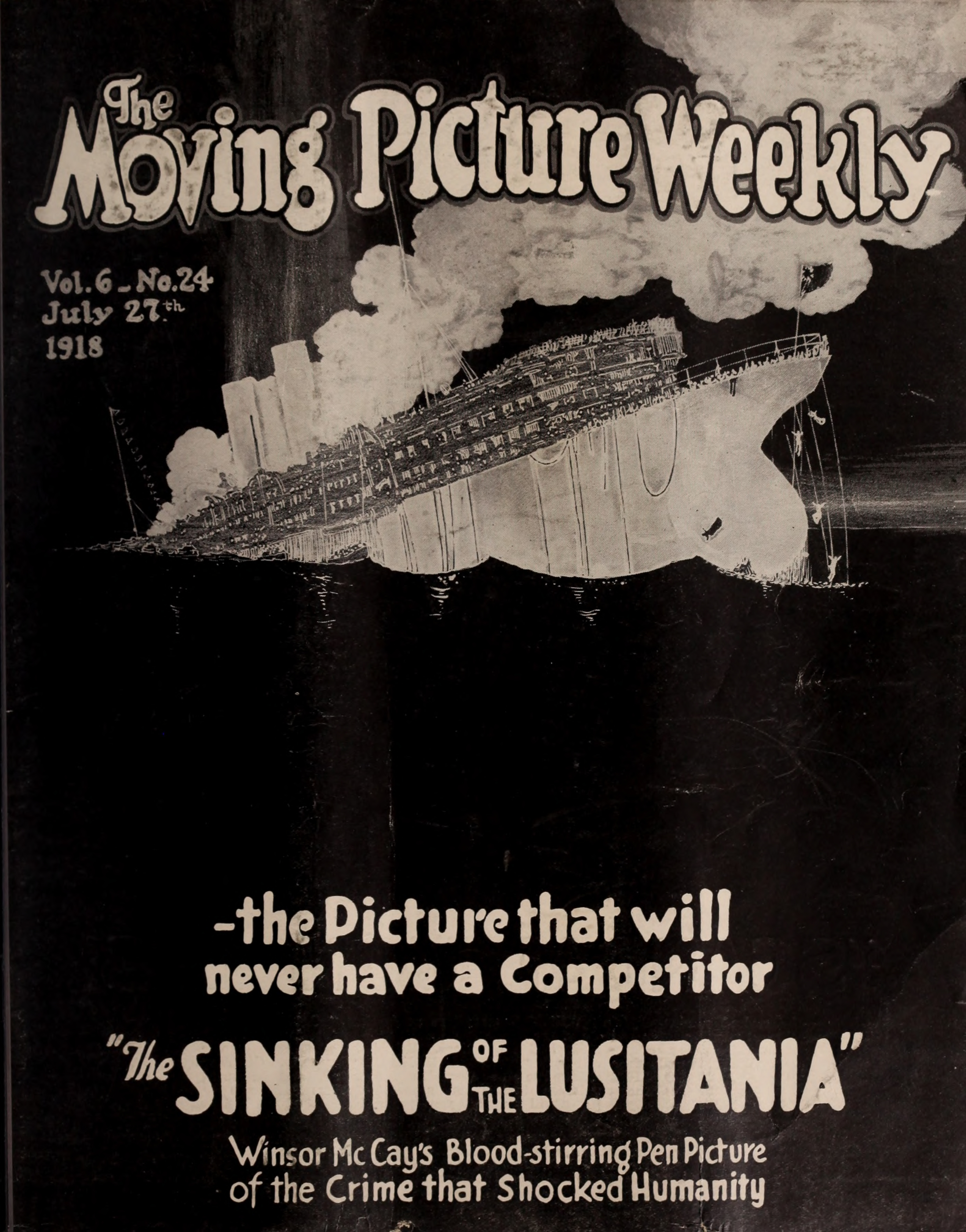
The Moving Picture Weekly, 27. Juli 1918
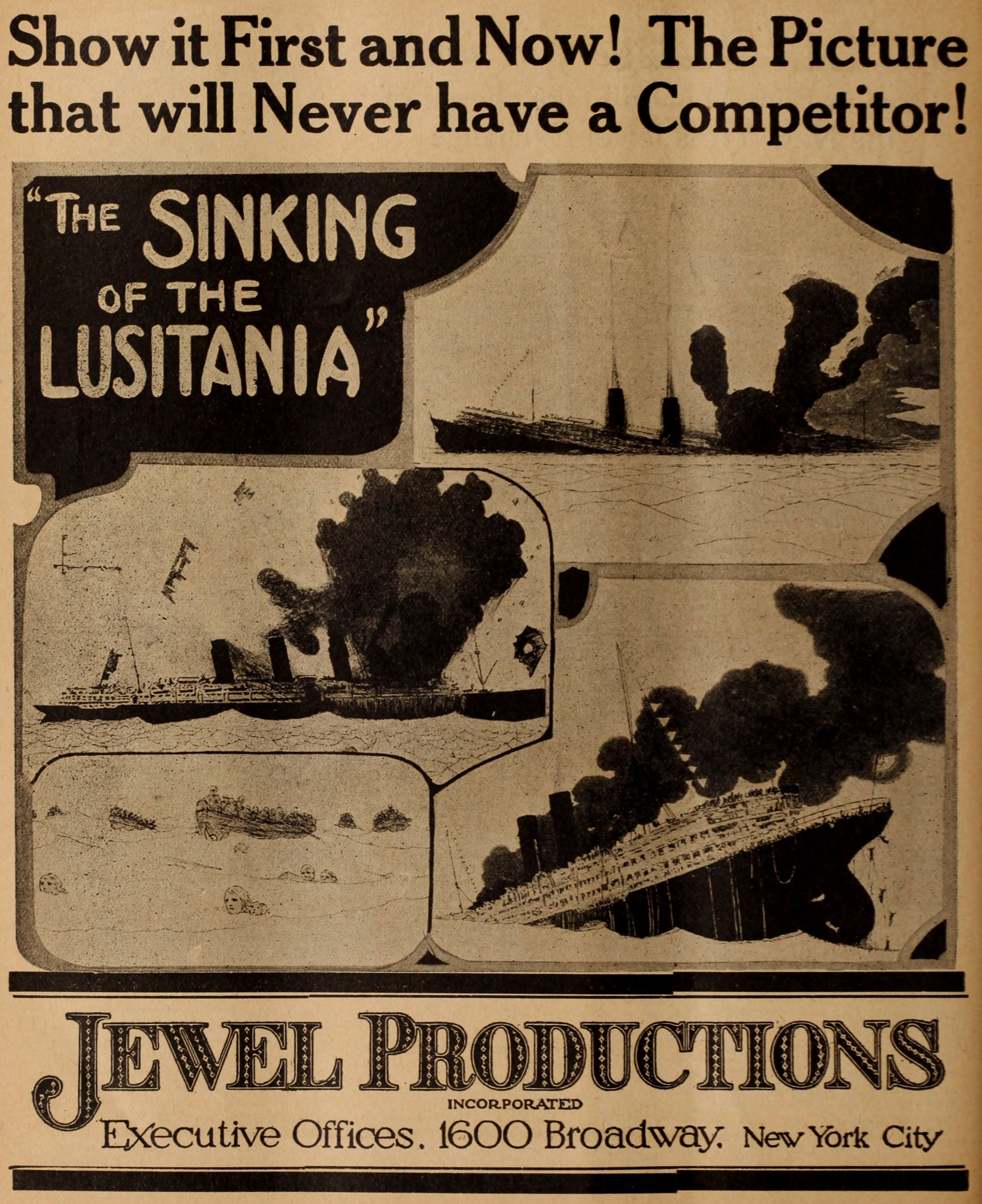
The Moving Picture Weekly, 27. Juli 1918
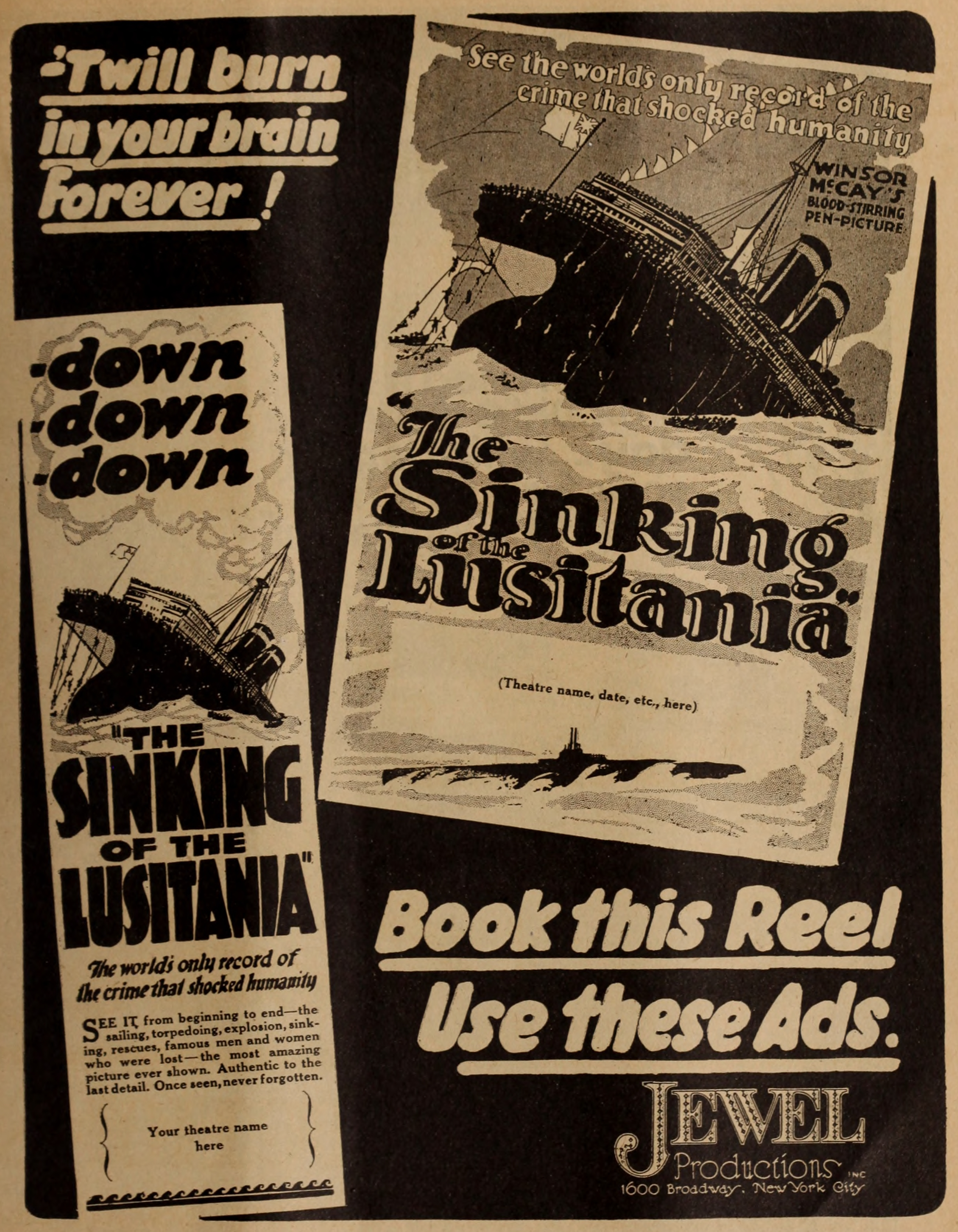
The Moving Picture Weekly, 27. Juli 1918
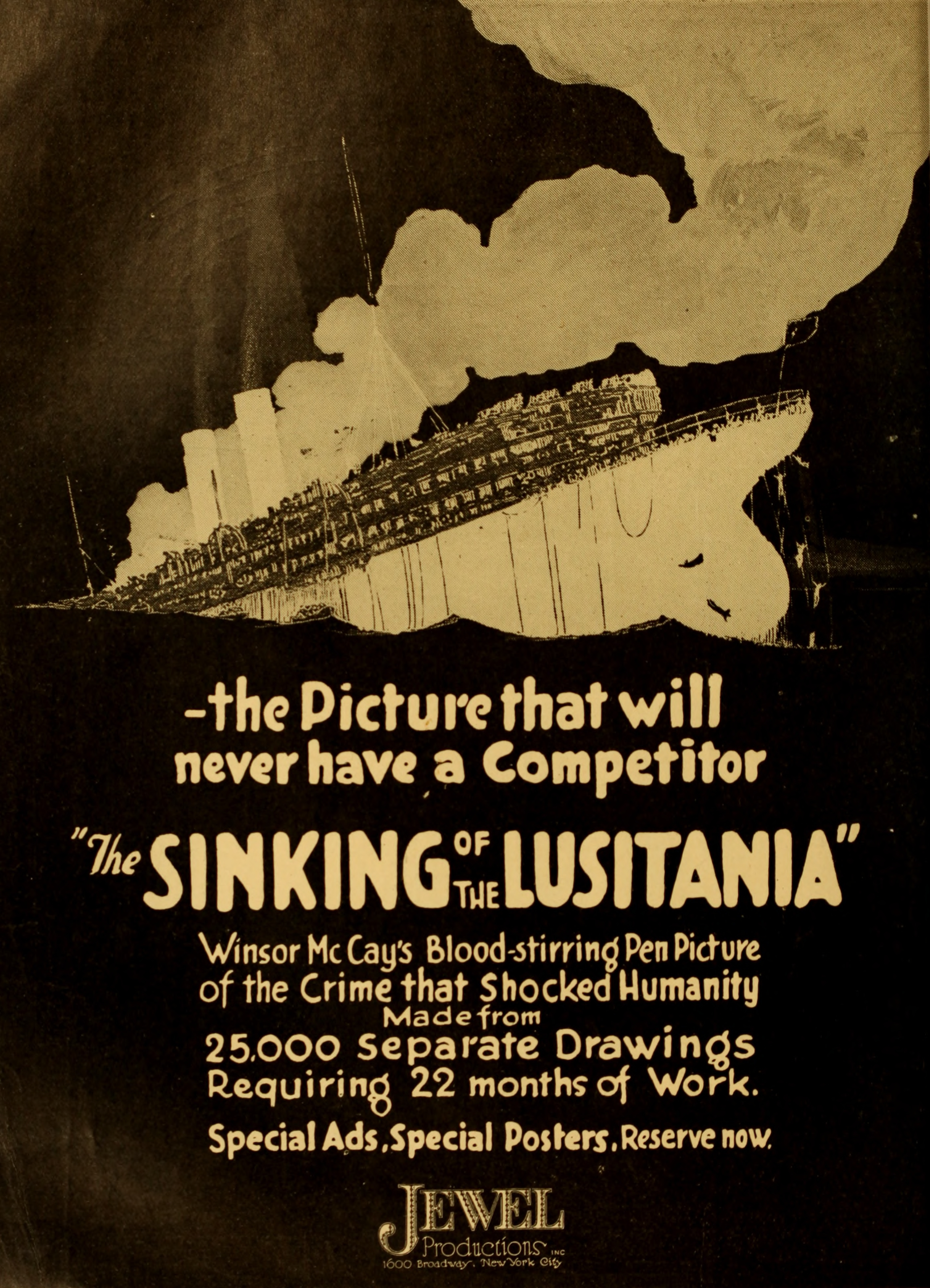
The Moving Picture World, 27. Juli 1918
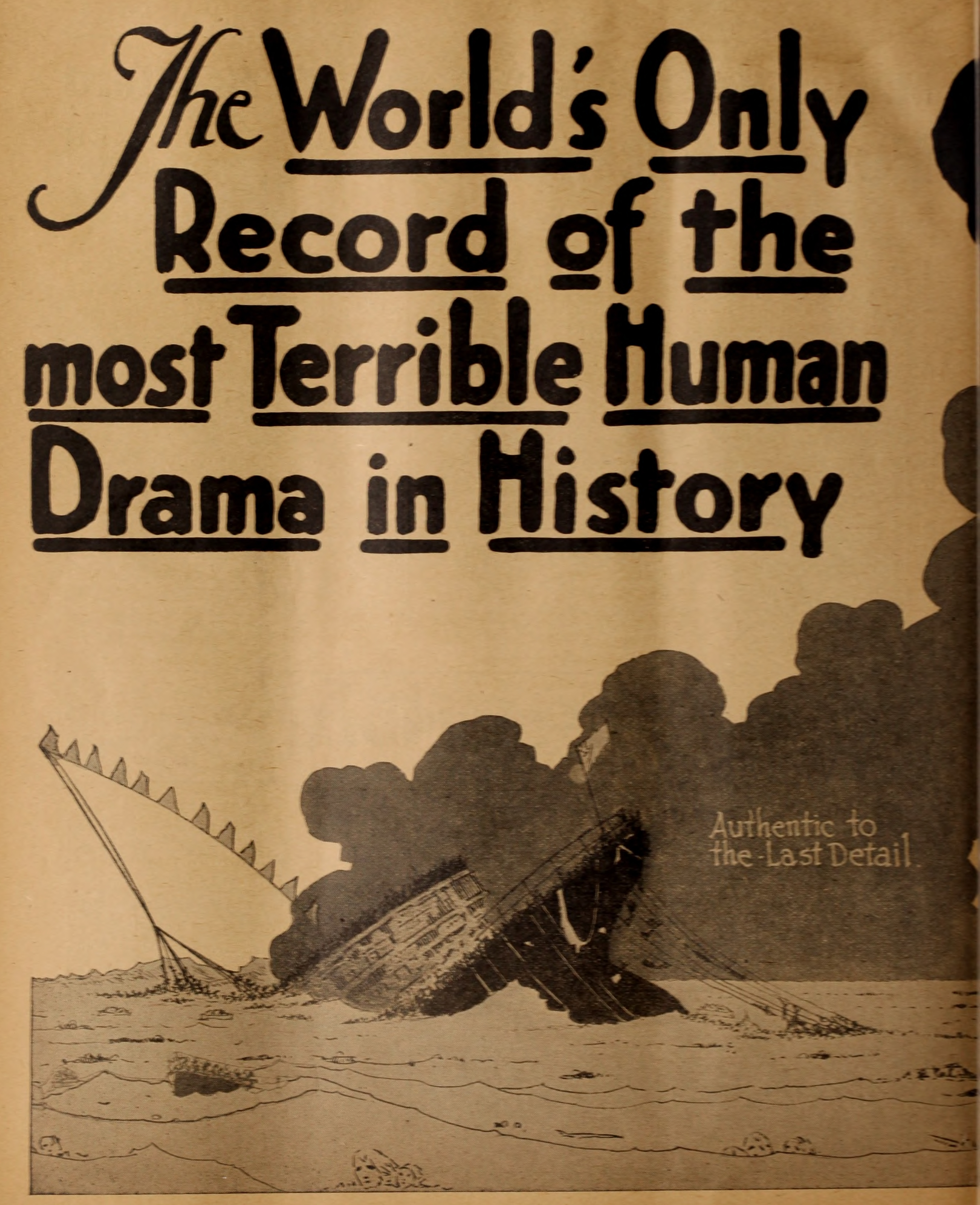
The Moving Picture Weekly, 3. August 1918